# Niedziałowice Drugie
Niedziałowice Drugie – wieś w Polsce położona w województwie lubelskim, w powiecie chełmskim, w gminie Rejowiec.
W latach 1975–1998 miejscowość należała administracyjnie do województwa chełmskiego.
Wieś wraz z Niedziałowicami Pierwszymi wchodzi w skład sołectwa  Niedziałowice gminy Rejowiec.
Wierni Kościoła rzymskokatolickiego należą do parafii św. Jozafata Kuncewicza w Rejowcu.

## Historia
Pierwszy zapis w dokumentach źródłowych dotyczących wsi pochodzi z 1481 r. wówczas nazywanej „Nyedzalovicze”.
Według Słownika geograficznego Królestwa Polskiego z roku 1886, Niedziałowice stanowiły wieś i folwark w powiecie chełmskim gminie Rejowiec, parafii ruskiej w Depułtyczach odległe 15 wiorst od Chełma. Wieś posiadała 1010 mórg ziemi dworskiej i 81 mórg włościańskiej. Kolonię Niedziałowice zamieszkują Niemcy, ewangelicy.
W 1827 r. była to wieś rządowa w parafii Krasnystaw posiadała 20 domów zamieszkałych przez 130 mieszkańców. Niedziałowice wchodziły wówczas w skład dóbr starostwa krasnostawskiego (patrz t.IV, str. 643-4). Folwark Niedziałowice z przyległością Wańkowszczyzna z wsią Niedziałowice i Kolonią Niedziałowice Aleksandrya, Wańkowszczyzna i Budki, był rozległy na 1010 mórg. Na terenie dóbr eksploatowano pokłady kamienia wapiennego, budowlanego i torfu.
Wieś Niedziałowice posiadała w roku 1886 osad 23, z gruntem 195 mórg. kolonia Niedziałowice osad 7, z gruntem 82 mórg, kolonia Aleksandria osad 13, z gruntem mórg 185, kolonia Wańkowszczyzna osad 13 z gruntem 217 mórg, kolonia Budki osad 14, z gruntem 149 mórg.
W roku 1952 wieś nosi nazwę Niedziałowice. Począwszy od 1970 r. z historycznej wsi Niedziałowice wyodrębniono Niedziałowice Pierwsze i Drugie.